# Джеси Волт
Джеси Волт (на английски: Jessie Volt) е френско–канадска порнографска актриса.

## Ранен живот
Родена е на 29 март 1990 г. в град Бордо, Франция. Израства в град Монреал, Канада. По-късно се премества да живее във Франция. Има двойно гражданство - френско и канадско.
След като завършва средното си образование работи в продължение на две години като стриптизьорка.

## Кариера
Дебютира като актриса в порнографската индустрия през 2010 г., когато е на 20-годишна възраст.
В свое интервю твърди, че работата ѝ като стриптизьорка не се оказва достатъчна за нея и решава да стане порноактриса. Тъй като няма никакви контакти в порноиндустрията се стреми да привлече внимание към себе си, като посещава порнографски изложения, участва в кастинг за уебсайт, където е малтретирана. Това обаче не я отказва, като твърди, че тогава има голяма амбиция да стане порноактриса. Кариерата ѝ започва във Франция след като се запознава с френския режисьор Джон Б. Роот, под ръководството на когото снима първите си филми. Само две седмици след началото на кариерата си получава предложение да играе основна роля в порнографски блокбъстър в САЩ. В същото време с нея се свързва американския агент Марк Спиглър, който ѝ предлага да я представлява в САЩ. Тя приема, с което получава възможността да работи с най-големите световни порнографски компании и с американските порнозвезди.
В Европа е представлявана от агенцията „Brill Babes“.
Участва с малка роля във френския игрален филм „GHB: To Be or Not to Be“ (2014). През 2017 г. се снима заедно с порноактрисите Анна Полина и Сара Сен Жермен във видеоклипа на песента „Витрина“ на френския рапър Валд.

## Награди и номинации
Носителка на награди
- 2012: Galaxy награда за най-добра изпълнителка (Европа).[9][10]

Номинации
- 2012: Номинация за AVN награда за чуждестранна изпълнителка на годината.[11]
- 2013: Номинация за AVN награда за чуждестранна изпълнителка на годината.[12][13]
- 2013: Номинация за AVN награда за най-добра секс сцена в чуждестранна продукция – „Брейзърс от цял свят: Будапеща“ (със Синди Хоуп, Кенди Алекса, Аби Кат, Барби Уайт, Ализ, Биби Ноел, Джесика, Белина, Виктория Тифани, Кийрън Лий и Скот Нейлс).[13]
- 2014: Номинация за AVN награда за най-добра сцена с групов секс само с момичета – „T&A“ (с Тийгън Пресли и Али Хейз).[14]
- 2014: Номинация за XBIZ награда за чуждестранна изпълнителка на годината.[15]
- 2015: Номинация за XBIZ награда за чуждестранна изпълнителка на годината.[16]
- 2017: Номинация за XBIZ награда за чуждестранна изпълнителка на годината.[17]
- 2018: Номинация за XBIZ награда за чуждестранна изпълнителка на годината.[18]